# Драфт НХЛ 1968
Любительский драфт НХЛ 1968 года состоялся 13 июня в отеле «Королева Елизавета» в Монреале.

## Процедура драфта
Во время 6-го драфта НХЛ в 3-х раундах было выбрано 24 хоккеиста. Первым номером драфта стал Мишель Пласс, выбранный клубом «Монреаль Канадиенс».
На драфте 1968 года впервые был применён современный порядок очерёдности выбора игроков: клубы с худшими результатами по итогам регулярного сезона получили право первого выбора. Однако «Монреаль Канадиенс» выменяли это право как у «Окленд Силс», так и у «Детройт Ред Уингз», и стали первой и пока единственной командой в истории драфта НХЛ, сделавшей три первые выбора.
Впервые среди подписанных на драфте игроков оказались не только представители Канады, но и хоккеисты из США. Из 24 выбранных игроков десять попробовали свои силы в НХЛ.

## Итоги драфта
В представленном ниже списке полностью приведён первый раунд драфта и наиболее успешные игроки из более поздних кругов драфта.
Легенда:
   # = Номер драфта, С = Страна, А = Амплуа, И = Игры, Г = Голы, П = Передачи, О = Очки, Ш = Штрафные минуты

  Игрок = Участник «Матча всех звёзд»
| 1-й раунд | 1-й раунд            |                           |                |    | Итого в НХЛ | Итого в НХЛ | Итого в НХЛ | Итого в НХЛ | Итого в НХЛ |
| #         | Команда              | C                         | Игрок          | А  | И           | Г           | П           | О           | Ш           |
| --------- | -------------------- | ------------------------- | -------------- | -- | ----------- | ----------- | ----------- | ----------- | ----------- |
| 1         | Монреаль Канадиенс   | Канада                    | Мишель Пласс   | В  | 299         | 0           | 9           | 9           | 62          |
| 2         | Монреаль Канадиенс   | Канада                    | Роджер Белайл  | ЦН | -1,1        | -1,1        | -1,1        | -1,1        | -1,1        |
| 3         | Монреаль Канадиенс   | Канада                    | Джим Притчард  | З  | -1,2        | -1,2        | -1,2        | -1,2        | -1,2        |
| 4         | Питтсбург Пингвинз   | Канада                    | Гэрри Суэйн    | ЦН | 9           | 1           | 1           | 2           | 0           |
| 5         | Миннесота Норт Старз | Канада                    | Джим Бензелок  | ПН | -1,3        | -1,3        | -1,3        | -1,3        | -1,3        |
| 6         | Сент-Луис Блюз       | Канада                    | Гэри Эдвардс   | В  | 286         | 0           | 7           | 7           | 48          |
| 7         | Лос-Анджелес Кингз   | Канада                    | Джим Макинэлли | З  | -1,4        | -1,4        | -1,4        | -1,4        | -1,4        |
| 8         | Филадельфия Флайерз  | Канада                    | Лью Моррисон   | ПН | 563         | 39          | 52          | 91          | 107         |
| 9         | Чикаго Блэк Хокс     | Канада                    | Джон Маркс     | З  | 657         | 112         | 163         | 275         | 330         |
| 10        | Торонто Мэйпл Лифс   | Канада                    | Брэд Селвуд    | З  | 163         | 7           | 40          | 47          | 153         |
| 11        | Детройт Ред Уингз    | Канада                    | Стив Андращик  | ПН | 0           | 0           | 0           | 0           | 0           |
| 12        | Бостон Брюинз        | Канада                    | Дэнни Шок      | ЛН | 20          | 1           | 2           | 3           | 0           |
| Р#2       | -2                   | -2                        | -2             | -2 | -2          | -2          | -2          | -2          | -2          |
| 16        | Сент-Луис Блюз       | Соединённые Штаты Америки | Курт Беннетт   | ЦН | 580         | 152         | 182         | 334         | 347         |

## Статистика драфта
- Количество хоккеистов игравших в НХЛ: 9;
- Процент игравших в НХЛ от общего числа игроков: 37,5;
- Среднее количество игр за карьеру в НХЛ: 287;
- Среднее количество голов за карьеру в НХЛ: 35;
- Среднее количество очков за карьеру в НХЛ: 86;
- Среднее количество штрафных минут за карьеру в НХЛ: 117.